# Sinagoga di Soragna
La sinagoga di Soragna è un luogo di culto ebraico dalle forme neoclassiche situato in via Camillo Benso Conte di Cavour 43, accanto alla Rocca Meli Lupi, a Soragna, in provincia di Parma; dal 1981 è parte integrante del Museo ebraico Fausto Levi.

## Storia
La sinagoga originaria fu costruita agli inizi del XVII secolo all'interno dell'edificio, privo di segni distintivi esterni, noto come "Casa Grande delli Hebrei"; gli ebrei avevano infatti ottenuto nel 1584 dal marchese Diofebo II Meli Lupi la concessione ad acquistare edifici in Soragna da adibire a residenza o luogo di culto.
Intorno alla metà del XIX secolo la sinagoga fu completamente ristrutturata in stile neoclassico, conservando della struttura precedente soltanto l'aron ligneo seicentesco, trasferito nel 1966 nell'oratorio della Knesset, il Parlamento israeliano; i lavori, finanziati col contributo di tutte le famiglie della comunità in proporzione al loro patrimonio, furono completati il 22 ottobre del 1855.
In seguito all'applicazione nel 1938 delle leggi razziali, l'edificio fu confiscato e fu adibito per alcuni anni a sede della casa del Fascio.
Verso il 1980 l'intero edificio fu sottoposto a lavori di ristrutturazione per adibirlo a sede del nuovo museo ebraico; nel 1981 il presidente della Comunità ebraica di Parma Fausto Levi, al quale fu successivamente intitolato il museo, inaugurò il percorso espositivo, ove furono raccolti oggetti e documenti provenienti dalle antiche comunità ebraiche di Soragna, Busseto, Fiorenzuola, Cortemaggiore e Monticelli d'Ongina.
Nel 2015 la sinagoga fu restaurata e consolidata strutturalmente.

## Descrizione

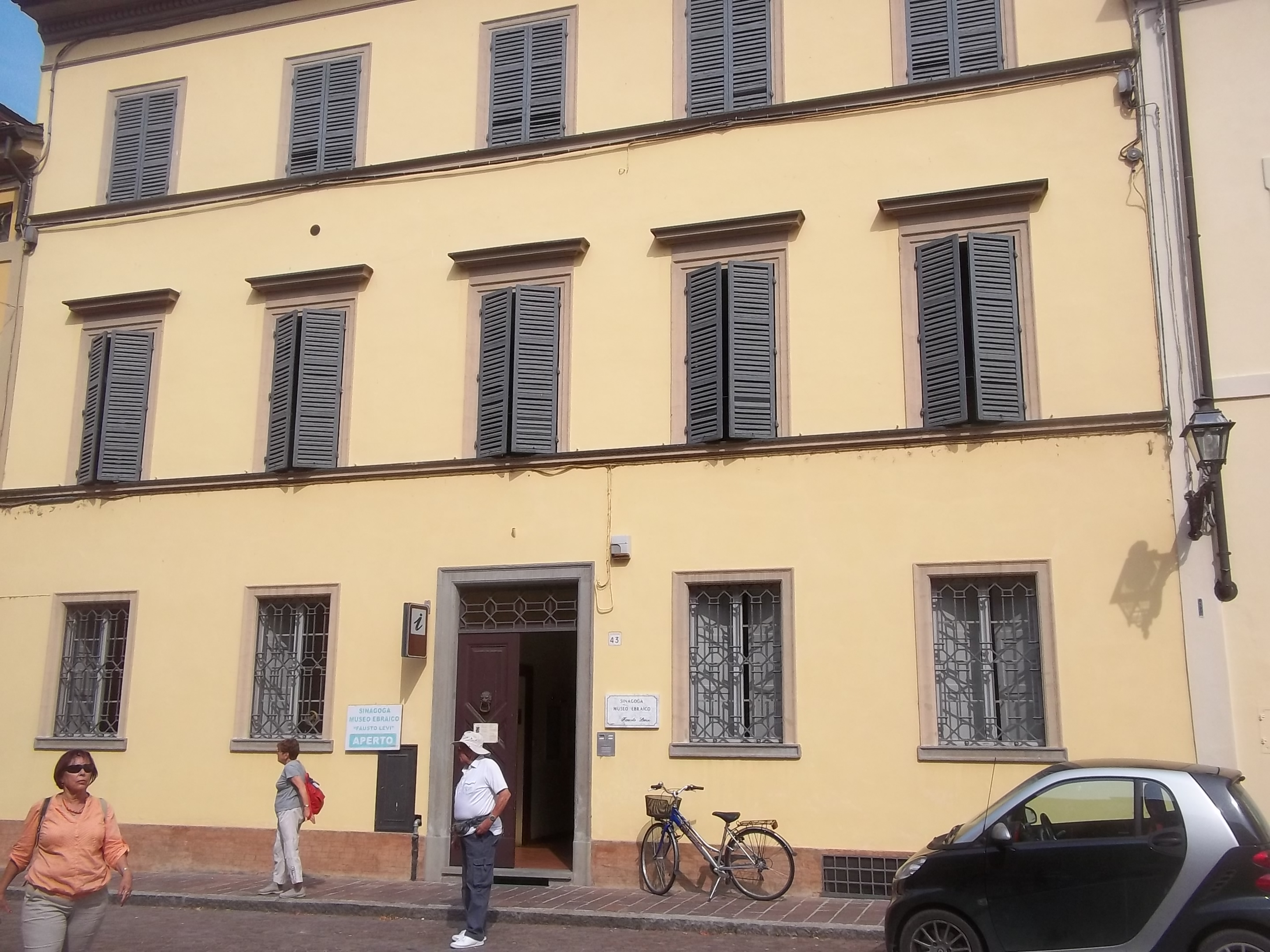
Facciata esterna del palazzo

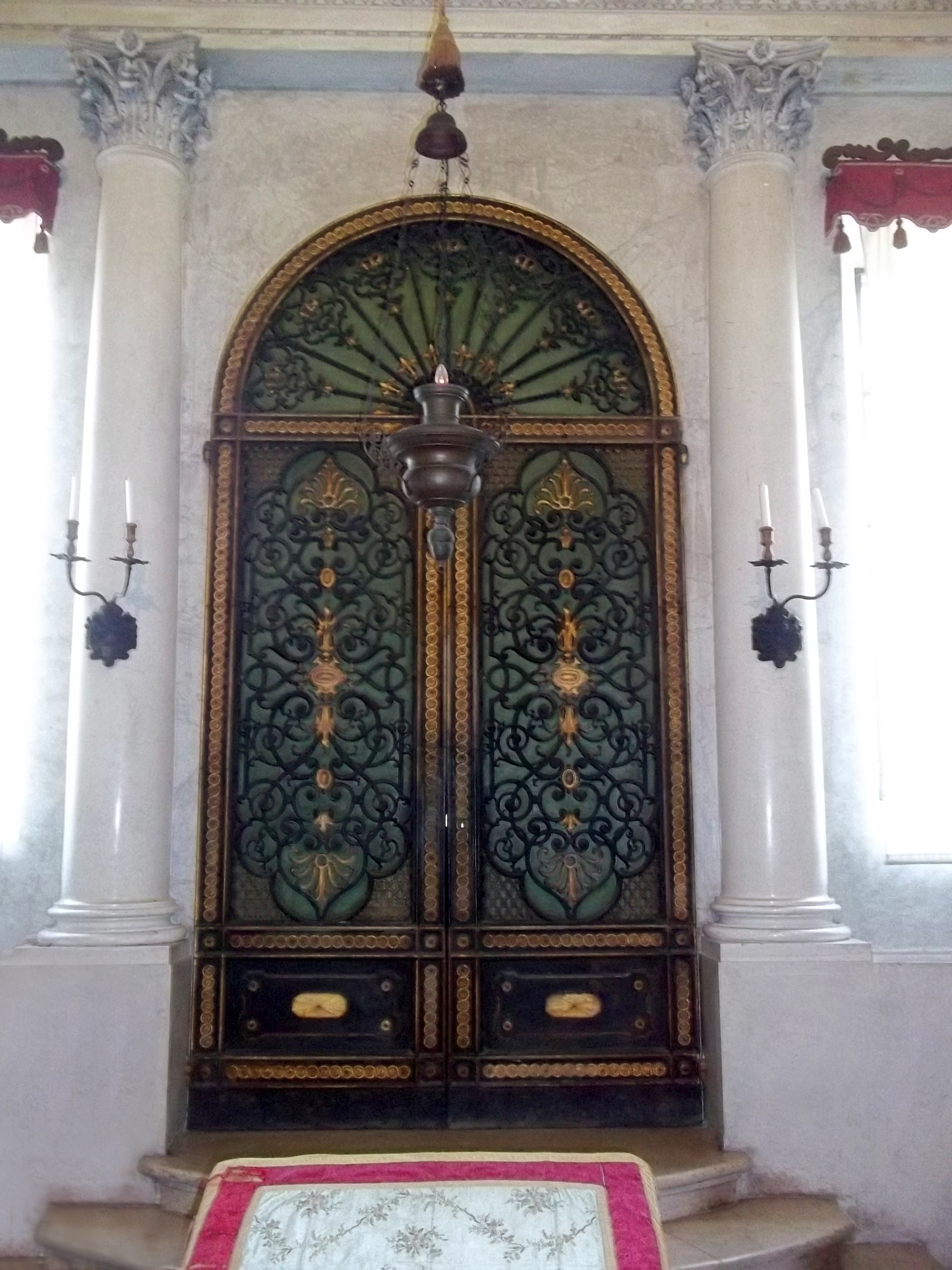
L'aron della sinagoga

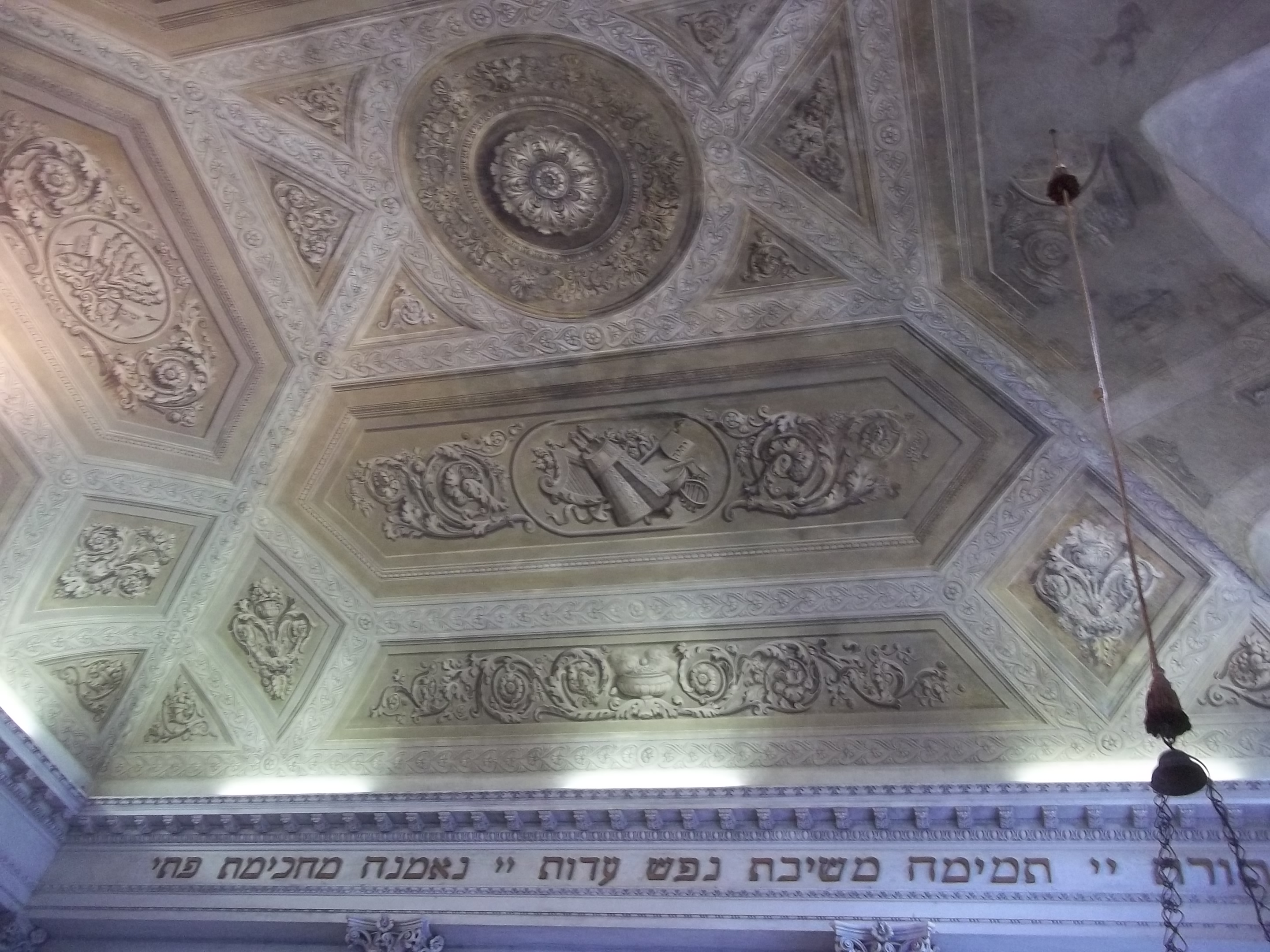
Affreschi del soffitto della sinagoga

Il palazzo, contenente al primo piano la sinagoga, è esternamente privo di alcun elemento che riveli la presenza del luogo di culto interno, come tipico delle antiche sinagoghe di ghetto.
La sala di preghiera, preceduta da un vestibolo sormontato dal matroneo, si sviluppa su una pianta rettangolare ed è decorata armoniosamente in stile neoclassico, con stucchi realizzati da Antonio Rusca e affreschi dipinti da Giuseppe Levi.
Le pareti sono scandite da semicolonne in stucco lucido a finto marmo, coronate da capitelli corinzi che sorreggono la trabeazione perimetrale, ornata con iscrizioni in lingua ebraica tratte dal Libro dei Re e dal Libro dei Salmi. La volta a padiglione è decorata con affreschi in chiaroscuro, raffiguranti motivi floreali, oggetti rituali e strumenti musicali tradizionali.
La sala contiene una serie di panche in legno rivolte verso l'aron, collocato nella nicchia, raggiungibile salendo tre gradini, posta al centro della parete di fronte all'ingresso; l'Armadio Sacro ottocentesco, chiuso da due ante laminate e sbalzate in oro, è preceduto dal lume perpetuo sbalzato in argento e da un piccolo leggio; ai lati si aprono due ampie finestre, sormontate come la nicchia da lunette ad arco a tutto sesto; alle estremità sono posti due alti candelabri in bronzo dorato.
Il vestibolo, ornato sul soffitto con affreschi analoghi alla sala di preghiera, ospita gli oggetti più pregiati del museo, tra cui gli antichi rotoli della Torah, manti e fasce, puntali e corone, alcuni rotoli del Libro di Ester e un Siddur del XVIII secolo.
Dall'atrio si accede, salendo una scala, al matroneo, affacciato sulla sinagoga attraverso tre ampie grate in ferro battuto, pregevolmente lavorate con motivi ad arabeschi; l'ambiente conserva otto Ketubot finemente decorati, risalenti alla fine del XVIII e agli inizi del XIX secolo.